# Radar ártico
Radar ártico es el décimo capítulo de la cuarta temporada de la serie dramática El Ala Oeste.

## Argumento
Toby se encuentra bloqueado ante la redacción del discurso de Investidura. Para ayudarle, Sam, que se encuentra ya en California para ser nominado para el puesto de Congresista, convence a Will Bailey para que vaya a Washington a ver al primero, quien, con ciertas reticencias, acaba contratándolo para la Casa Blanca. El director de campaña, además de hacer un gran trabajo en el Condado de Orange es además un excelente escritor de discursos.
Mientras, Josh intenta conseguir una cita para Donna con el Capitán de Corbeta Jack Reese. En un principio le cuenta varias anécdotas de su secretaria: un incidente en un aeropuerto con unas velas aromáticas o sus bragas perdidas en un museo. Finalmente consigue que ambos queden para tomarse una copa. Además, impedirá que una secretaria que es una gran fan de Star Trek pueda llevar un pin de la serie de Televisión de Ciencia ficción. En una última charla le dirá que solo puede hacerlo el día de Star Trek porque él es el primero al que le gusta la serie.
Leo intenta evitar que el Presidente se involucre en un problema de indisciplina militar. Al parecer una piloto brillante se ha enamorado de un oficial de menor rango. Tras ordenarle que rompa la relación, esta desobece, enfrentándose a dos años de prisión o la expulsión del ejército. Amy Gardner, como feminista, será de las primeras en luchar por que ese incidente no pase desapercibido para el comandante en jefe.
Por último, C.J. Cregg se enfrenta a un periodista de un semanario por un asiento. Este quiere un lugar en primera fila y la Secretaria de Prensa le da la cuarta, porque no quiere asientos vacíos durante la rueda de prensa. Al final el periodista se sale con la suya, pero la primera le hace una amenaza: si falta, pondrá su nombre en la silla y lo hará aparecer a través de las cámaras.

## Curiosidades
- En el episodio hay un error: Leo McGarry le recuerda al Presidente que el embajador americano tuvo un lio de faldas con una hija del Presidente de Brasil cuando en el episodio Mentiras, Malditas Mentiras y Estadísticas era el Presidente de Bulgaria.
- Aaron Sorkin se inspiró en uno de sus colaboradores para la trama de la Fan de Star Trek.[1]
- En este episodio se revela que Donna Moss es hija de una italiana y un irlandés.
- El título del episodio se refiere a un informe que está redactando el Capitán de Corbeta Jack Reese cuando Josh va a verlo para convencerle de que salga con Donna.
- C.J. le comenta al periodista díscolo, que Danny Concannon ganó el Premio pulitzer en esa sala de Prensa de la Casa Blanca: en concreto en la cuarta fila.

## Enlaces
- Enlace al Imdb
- Guía del Episodio (en inglés)